# Markt 10 (Quedlinburg)

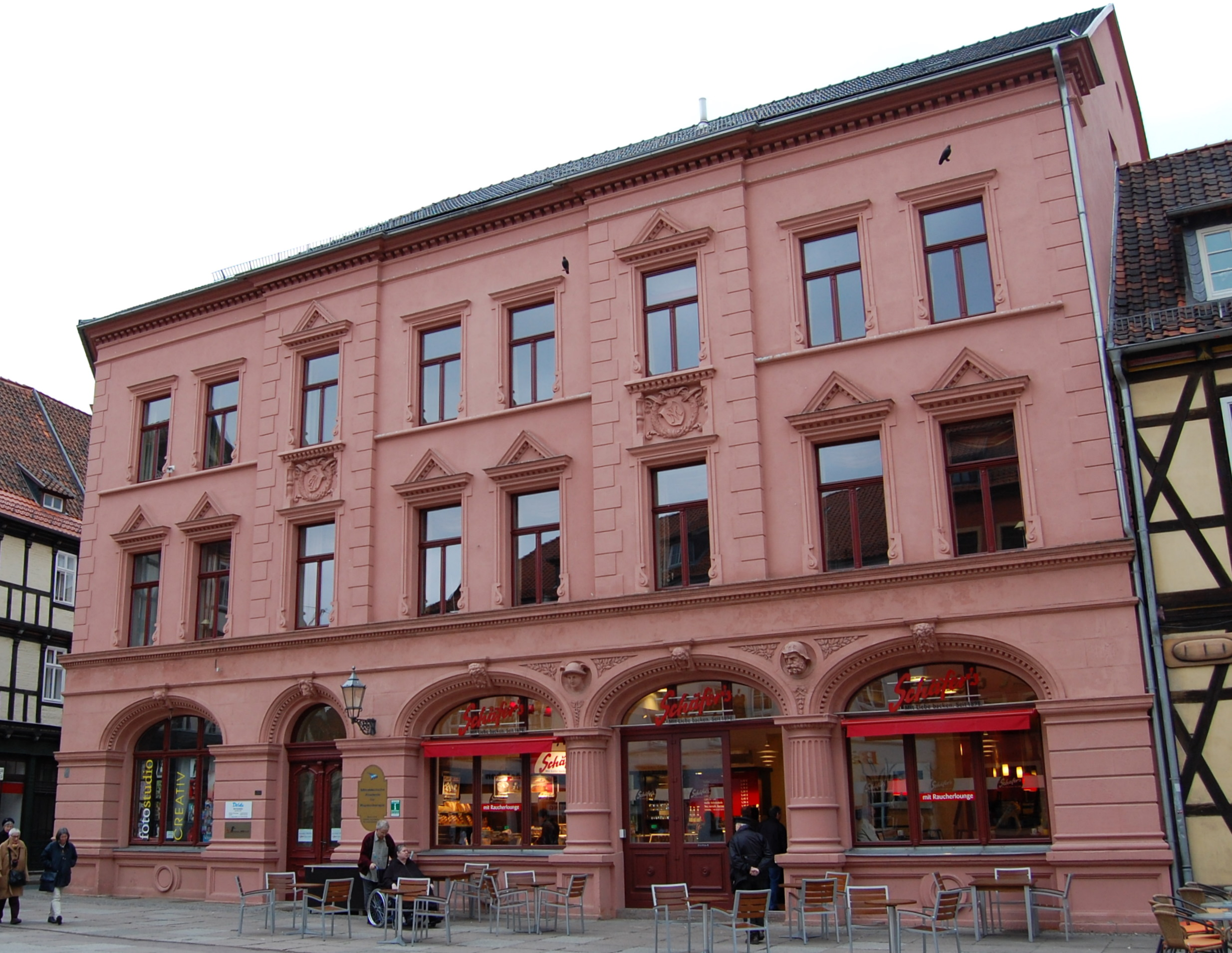
Haus Markt 10

Das Haus Markt 10 ist ein denkmalgeschütztes Gebäude in der Stadt Quedlinburg in Sachsen-Anhalt.

## Lage
Es befindet sich an der Westseite des Marktplatzes der Stadt an der Südwestecke des Platzes zur Blasiistraße.

## Architektur und Geschichte
Das Vorderhaus des im Quedlinburger Denkmalverzeichnis als Kaufmannshof bezeichneten Anwesens entstand 1864. Zuvor bestand hier das Gasthaus „Stadt Frankfurt“. Ein aus dem 16. Jahrhundert stammendes Gitter, das ursprünglich zu einem Altan des Grundstücks Markt 10 gehört, bildet heute die Einfriedung des Quedlinburger Rolands.
1893 erfolgte eine Umgestaltung durch den Architekten Friedrich Staeding. Das Haus entstand im Stil der Neorenaissance und lehnt sich an die Gestaltung eines Palazzo an. Die üppige Dekoration zeigt Symbole des Bergbaus und des Handels und verweist damit auf den Bankier Georg Vogler, der Bauherr des Hauses war.
Auf dem Hof des Anwesens befindet sich ein dreigeschossiges Fachwerkhaus aus der Zeit vom Ende des 17. Jahrhunderts. Die Fassadengestaltung in Richtung des Kirchhofs von St. Blasii zeigt die Fachwerkfigur des Halben Manns. Darüber hinaus sind die Schwellen profiliert und weisen die Gefache Zierausmauerungen auf. An der Nordseite des Fachwerkhauses schließt sich ein weiteres dreigeschossiges Fachwerkhaus mitsamt zweier massiv gebauter Wände an.